# Shelby County, Indiana
Shelby County är ett administrativt område i delstaten Indiana, USA, med 44 436 invånare. Den administrativa huvudorten (county seat) är Shelbyville.

## Geografi
Enligt United States Census Bureau så har countyt en total area på 1 070 km². 1 069 km² av den arean är land och 1 km² är vatten.

### Angränsande countyn
- Hancock County - norr
- Rush County - öst
- Decatur County - sydost
- Bartholomew County - söder
- Johnson County - väst
- Marion County - nordväst

### Större orter och samhällen
- Shelbyville - 18 000 invånare